# Intermediação
A intermediação é uma medida de centralidade de um nó em uma rede. Ela é igual ao número de menores caminhos de todos os vértices para quaisquer outros vértices que passam por aquele nó. A  intermediação  é uma medida mais útil do que apenas a conectividade de um nó. A primeira é mais global para a rede, enquanto a segunda tem apenas um efeito local. O desenvolvimento da  intermediação  é geralmente atribuído ao sociólogo Linton Freeman, que também desenvolveu várias outras medidas de centralidade. A mesma ideia também foi proposta pelo matemático J. Anthonisse, embora seu trabalho nunca tenha sido publicado.
Ao longo dos últimos anos, a intermediação se tornou uma estratégia popular para lidar com redes complexas. As aplicações incluem redes sociais e de computadores, redes biológicas (tais como redes tróficas e de polinização), redes de transporte,  redes de cooperação científica e outras.

## Definição
A intermediação de um nó {\displaystyle v} é dada pela expressão:
{\displaystyle g(v)=\sum _{s\neq v\neq t}{\frac {\sigma _{st}(v)}{\sigma _{st}}}}
onde {\displaystyle \sigma _{st}} é o número total de menores caminhos do nó {\displaystyle s} para o nó {\displaystyle t} e {\displaystyle \sigma _{st}(v)} é o número de menores caminhos que passam por {\displaystyle v}.
Vale salientar que a intermediação de um nó escala com o número de pares de nós, indicado pelo somatório dos índices. Portanto o cálculo pode ser redimensioado dividindo pelo número de pares de nós não incluindo {\displaystyle v}, de maneira que {\displaystyle g\in [0,1]}. A divisão é feita por {\displaystyle (N-1)(N-2)} para grafos direcionados e por {\displaystyle (N-1)(N-2)/2} para grafos não-direcionados, onde {\displaystyle N} é o número de nós no componente grande. Nota-se que o valor escala para o máximo quando um nó é compartilhado por todos os menores caminhos. Este geralmente não é o caso, e a normalização pode ser realizada sem a perda de precisão
{\displaystyle {\mbox{normal}}(g(v))={\frac {g(v)-\min(g)}{\max(g)-\min(g)}}}
que resulta em:
{\displaystyle \max(normal)=1}
{\displaystyle \min(normal)=0}
Este redimensionamento sempre será de uma faixa menor para uma faixa maior, logo não há perda de precisão.

## Algoritmos
Calcular a intermediação e a proximidade de todos os vértices de um grafo envolve calcular os menores caminhos entre todos os pares de vértices do grafo. Isto leva um tempo {\displaystyle \Theta (|V|^{3})} com o algoritmo de Floyd-Warshall, modificado para não apenas encontrar um mas contar todos os menores caminhos entre dois nós. Em grafos esparsos, algoritmo de Johnson pode ser mais eficiente, levando um tempo {\displaystyle O(|V|^{2}\log |V|+|V||E|)}. Em grafos sem peso, calcular a intermediação leva um tempo {\displaystyle O(|V||E|)} usando o algoritmo de Brandes.
Ao se calcular a intermediação e a proximidade de todos os vértices de um grafo, se assume que o grafo é não-direcionado e suas conexões permitem laços e arestas múltiplas. Ao lidar especificamente com grafos complexos, por vezes os grafos não possuem laços ou arestas múltiplas de modo a manter as relações simples (onde as arestas representam conexões entre duas pessoas ou vértices). Neste caso, o algoritmo de Brandes divide o valor final por 2, considerando que cada menor caminho é contado duas vezes.